# Los Ullets

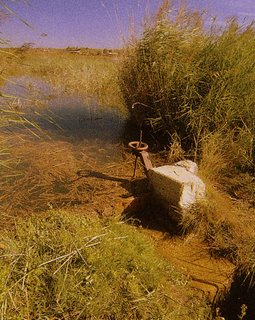
Manantial Los Ullets.

Los Ullets es un manantial de agua blanda que se encuentra en Algayón (Huesca).
Se trata de tres surgencias que manan directamente del suelo, haciendo unas pequeñas balsas circulares, de ahí su nombre, "los ojillos".
Entre los tres tienen un caudal de aproximadamente 7 l/s.
- Datos: Q5980500